# Sangharakshita
Sangharakshita, właściwie Dennis Philip Edward Lingwood (ur. 26 sierpnia 1925 w Londynie, zm. 30 października 2018 w Hereford) – Anglik, który spędził szesnaście lat w Indiach jako mnich buddyjski. W 1967 powołał do istnienia międzynarodowy uniwersalny ruch buddyjski o nazwie Wspólnota Buddyjska Triratna, organizujący naukę medytacji buddyjskich, kursy odosobnienia czy wykłady naukowe. Ruch ten w latach siedemdziesiątych rozrósł się i stał się jednym z czołowych ruchów buddyjskich na Zachodzie. Posiadał około osiemdziesięciu ośrodków w ponad dwudziestu krajach, m.in. w Anglii, Indiach, Australii czy Nowej Zelandii.